# Hardcore Heaven
Hardcore Heaven foi um evento de wrestling profissional em formato de pay-per-view produzido pela empresa estadunidense Extreme Championship Wrestling (ECW). Durou entre 1994 e 2000, quando a empresa foi comprada pela WWE. A primeira transmissão em formato de PPV ocorreu em 1997.

## Eventos
| Ano  | Data         | Arena                   | Evento principal                                            |
| ---- | ------------ | ----------------------- | ----------------------------------------------------------- |
| 1994 | 13 de agosto | ECW Arena               | Cactus Jack vs. Terry Funk                                  |
| 1995 | 1 de julho   | ECW Arena               | Rocco Rock e Johnny Grunge vs. New Jack e Mustafa Saed      |
| 1996 | 22 de junho  | ECW Arena               | Sabu vs. Rob Van Dam                                        |
| 1997 | 17 de agosto | War Memorial Auditorium | Shane Douglas vs. Sabu vs. Terry Funk pelo ECW Championship |
| 1999 | 16 de maio   | Mid-Hudson Civic Center | Taz vs. Buh Buh Ray Dudley pelo ECW Championship            |
| 2000 | 14 de maio   | The Rave                | Justin Credible vs. Lance Storm pelo ECW Championship       |